# Annett Tsoungui
Annett Tsoungui ist eine deutsche Opernsängerin mit der Stimmlage Mezzosopran.

## Leben
Annett Tsoungui absolvierte im Alter von 14 Jahren ihre erste klassische Gesangsausbildung in einer Spezialklasse für Musik mit Internatsanbindung. Von 1981 bis 1985 besuchte sie das Käthe-Kollwitz-Gymnasium in Zwickau. Nach dem anschließenden Studium erhielt sie ihr erstes festes Engagement am Theater Plauen. Seit 1999 ist Tsoungui Mitglied des Opernchors am Theater Hof, wo sie u. a. in Inszenierungen wie als dominante Reiseleiterin in Benatzkis Im weißen Rößl (Spielzeit 2010/11), Mozarts Die Zauberflöte, Dreiländer und in Tolstois Anna Karenina (als Betsy in der Spielzeit 2023/24) zu sehen ist. Tsoungui war mit einem Kameruner verheiratet. Aus der Ehe entstammt die Schlagzeugerin, Percussionistin und Produzentin Linda-Philomène Tsoungui (* 1992).